# Chiesa della Madonna delle Grazie (Maggia)
La chiesa di santa Maria delle Grazie è un edificio religioso che si trova a Maggia, in Canton Ticino.

## Storia
L'attuale edificio religioso fu eretto nel XV secolo (secondo alcuni, attorno al 1510), nel luogo dove precedentemente si trovava una piccola cappella poligonale. Alla fine del XVI secolo venne costruita la sagrestia. Nel XVIII secolo la navata venne prolungata verso nord-ovest e venne eretto il portico laterale, mentre nel XIX secolo venne costruito il portico antistante la facciata.

## Descrizione
La chiesa ha una pianta ad unica navata, affiancata da cappelle laterali e ricoperta da un soffitto in travi di legno. L'abside, di forma semicircolare, ospita un ciclo di affreschi realizzati agli inizi del XVI secolo. Agli anni 1625-1626 risalgono invece gli affreschi e gli stucchi che ornano la cappella settentrionale.